# Сподній Веловлек
Сподній Веловлек (словен. Spodnji Velovlek) — поселення в общині Птуй, Подравський регіон‎, Словенія.